# The Visual Novel Database
The Visual Novel Database es un sitio web conteniendo artículos acerca de las novelas visuales, además de artículos acerca de los personajes de las mismas. El sitio web también publica noticias acerca de próximos estrenos de otras novelas, los creadores de las mismas, y un foro de Internet. Cada artículo también posee una sección con estadísticas de cada usuario.